# Юрьев, Кирилл Валерьевич
Кирилл Валерьевич Юрьев (род. 22 февраля 1991, Чайковский, Пермская область) — российский хоккеист, защитник.

## Биография
Начинал заниматься хоккеем в клубе «Садко» (Чайковский), выпускник школы тольяттинской «Лады». С сезона 2006/07 — в команде первой лиги «Лада-2». 3 сентября 2008 года провёл единственный матч в КХЛ — в домашней игре «Лады» против «Химика» (5:4). В сезонах 2009/10 — 2012/13 играл за «Ладью» в МХЛ, провёл 25 матчей за «Ладу» в ВХЛ. Играл в РХЛ за команды ЦСК ВВС (2013/14) и «Ямальские стерхи» (2014/15), после чего завершил карьеру.
Серебряный призёр чемпионата мира среди юниоров 2009.